# ورزشگاه شهدای ساری
ورزشگاه شهدای ساری یک ورزشگاه فوتبال در شهر ساری، ایران است.
این ورزشگاه که در سال ۱۳۸۷ تأسیس شده دارای ۱۵٬۰۰۰ نفر ظرفیت می‌باشد.